# گولیاما بارا
گولیاما بارا (به بلغاری: Golyama bara) یک منطقهٔ مسکونی در بلغارستان است که در شهرستان کاردژالی واقع شده‌است.